# Gauliga Osthannover
Die Gauliga Osthannover war eine der höchsten Spielklassen im deutschen Fußball in der Zeit des Nationalsozialismus.

## Geschichte
Die Liga entstand 1943 als einer der Nachfolger der Gauliga Niedersachsen, als diese als dritte Nachfolgerliga neben die Gauligen Südhannover-Braunschweig und Weser-Ems trat. Einzig der Wehrmacht-Sportverein Celle und MSV Lüneburg entstammten bei der Gründung der Liga den anderen Gauligen, die Liga wurde ansonsten mit sechs Zweitligisten aufgefüllt.
In der Gauliga Osthannover wurde nur innerhalb einer vollen Spielzeit eine Gaumeisterschaft ausgespielt, die zweite Spielzeit musste im Oktober 1944 kriegsbedingt abgebrochen werden.

## Gaumeister 1944–1945
| Saison  | Gaumeister Osthannover      | Abschneiden deutsche Meisterschaft | Deutscher Meister         |
| ------- | --------------------------- | ---------------------------------- | ------------------------- |
| 1943/44 | Wehrmacht-Sportverein Celle | 1. Runde                           | Dresdner SC               |
| 1944/45 | kriegsbedingt abgebrochen   | kriegsbedingt abgebrochen          | kriegsbedingt abgebrochen |